# Cronologia da pandemia de COVID-19 em 2023
Este artigo documenta a cronologia e epidemiologia do vírus SARS-CoV-2 em 2023, o vírus que causa a COVID-19 e é responsável pela pandemia de COVID-19. Os primeiros casos humanos da COVID-19 foram identificados em Wuhan, República Popular da China, em dezembro de 2019.

## Cronologia

### Janeiro

#### 1 de janeiro
- A Malásia registrou 420 novos casos, elevando o número total para 5.027.097. Houve 547 recuperações, elevando o número total de recuperações para 4.978.369. Houve quatro mortes, elevando o número de mortos para 36.857.[1]
- Singapura registrou 542 novos casos, elevando o número total para 2.202.756.[2]

#### 2 de janeiro
- A Malásia registrou 360 novos casos, elevando o número total para 5.027.457. Houve 423 recuperações, elevando o número total de recuperações para 4.978.792. Uma morte foi relatada, elevando o número de mortos para 36.858.[3]
- Singapura registrou 390 novos casos, elevando o número total para 2.203.146. Uma nova morte foi relatada, elevando o número de mortos para 1.712.[2]

#### 3 de janeiro
- A Malásia registrou 333 novos casos, elevando o número total para 5.027.790. Houve 376 recuperações, elevando o número total de recuperações para 4.979.168. Uma morte foi relatada, elevando o número de mortos para 36.859.[4]
- Singapura registrou 556 novos casos, elevando o número total para 2.203.146.[2]
- A cantora sul-coreana Kim Da-hyun, do grupo Twice, testou positivo para a COVID-19.[5]

#### 4 de janeiro
Relatório Semanal da Organização Mundial da Saúde (OMS):
- A Malásia registrou 433 novos casos, elevando o número total para 5.028.223. Houve 500 recuperações, elevando o número total de recuperações para 4.979.668. O número de mortos permaneceu em 36.859.[7]
- Singapura registrou 1.535 novos casos, elevando o número total para 2.205.237.[2]
- Matt Renshaw, jogador de críquete australiano, testou positivo para a COVID-19.[8]

#### 5 de janeiro
- A Malásia registrou 571 novos casos, elevando o número total para 5.028.794. Houve 696 recuperações, elevando o número total de recuperações para 4.980.364. Houve sete mortes, elevando o número de mortos para 36.866.[9]
- Singapura registrou 916 novos casos, elevando o número total para 2.206.153.[10]

#### 6 de janeiro
- O Brasil registrou 26.402 novos casos, elevando o número total para 36.477.214. Houve 210 mortes, elevando o número de mortos para 694.779.[11]
- Os Estados Unidos ultrapassam 103 milhões de casos.[12]
- O Japão registrou 245.542 novos casos diários, ultrapassando 30 milhões de casos relativos, elevando o número total para 30.044.377.[13]
- A Malásia registrou 543 novos casos, elevando o número total para 5.029.337. Houve 688 recuperações, elevando o número total de recuperações para 4.981.052. Houve quatro mortes, elevando o número de mortos para 36.870.[14]
- Singapura registrou 833 novos casos, elevando o número total para 2.206.986.[10]
- Taiwan registrou 27.676 novos casos, superando 9 milhões de casos relativos, elevando o número total para 9.007.371. 62 novas mortes foram relatadas, elevando o número de mortes para 15.445.[15]

#### 7 de janeiro
- A Malásia registrou 571 novos casos, elevando o número total para 5.029.908. Houve 551 recuperações, elevando o número total de recuperações para 4.981.603. Quatro mortes foram relatadas, elevando o número de mortos para 36.874.[16]
- Singapura registrou 684 novos casos, elevando o número total para 2.207.670.[10]

#### 8 de janeiro
- A Malásia registrou 405 novos casos, elevando o número total para 5.030.313. Houve 441 recuperações, elevando o número total de recuperações para 4.982.044. Uma morte foi relatada, elevando o número de mortos para 36.875.[17]
- Singapura registrou 546 novos casos, elevando o número total para 2.207.670. Uma nova morte foi relatada, elevando o número de mortos para 1.713.[10]

#### 9 de janeiro
- A Malásia relatou 383 novos casos, elevando o número total para 5.030.696. Houve 355 recuperações, elevando o número total de recuperações para 4.982.399. Houve oito mortes, elevando o número de mortos para 36.883[18]
- A Nova Zelândia registrou 21.685 novos casos, elevando o número total para 2.138.754. Houve 22.677 recuperações, elevando o número total de recuperações para 2.114.718. Houve 62 mortes, elevando o número de mortos para 2.393.[19]
- Singapura relatou 385 novos casos, elevando o número total para 2.208.601. Uma nova morte foi relatada, elevando o número de mortos para 1.714.[10]
- Taiwan relatou 17.318 novos casos, elevando o número total para 9.072.505. 40 novas mortes foram relatadas, elevando o número de mortos para 15.582.[20]
- Hoje faz três anos desde que a primeira morte de toda a pandemia ocorreu em Wuhan, China.[21]

#### 10 de janeiro
- Argentina supera 10 milhões de casos de COVID-19.[22]
- A Malásia relatou 380 novos casos, elevando o número total para 5.031.076. Houve 373 recuperações, elevando o número total de recuperações para 4.982.772. Houve nove mortes, elevando o número de mortos para 36.892.[23]
- Singapura relatou 910 novos casos, elevando o número total para 2.209.511.[10]
- A governadora do Kansas, Laura Kelly, testou positivo para a COVID-19.[24]

#### 11 de janeiro
Relatório Semanal da OMS:
- A Malásia relatou 367 novos casos, elevando o número total para 5.031.443. Houve 398 recuperações, elevando o número total de recuperações para 4.983.170. Houve nove mortes, elevando o número de mortos para 36.901.[26]
- Singapura relatou 598 novos casos, elevando o número total para 2.210.109. Três novas mortes foram relatadas, elevando o número de mortos para 1.717.[10]

#### 12 de janeiro
- O Japão relatou 185.472 novos casos diários, ultrapassando 31 milhões de casos relativos, elevando o número total para 31.032.204.[27][28]
- A Malásia relatou 383 novos casos, elevando o número total para 5.031.826. Houve 625 recuperações, elevando o número total de recuperações para 4.983.795. Houve quatro mortes, elevando o número de mortos para 36.905.[29]
- Singapura relatou 524 novos casos, elevando o número total para 2.210.633.[30]

#### 13 de janeiro
- A Malásia relatou 320 novos casos, elevando o número total para 5.032.146. Houve 506 recuperações, elevando o número total de recuperações para 4.984.301. Houve três mortes, elevando o número de mortos para 36.908.[31]
- Singapura relatou 498 novos casos, elevando o número total para 2.211.131.[30]
- Taiwan relatou 21.737 novos casos, elevando o número total para 9.167.811. 53 novas mortes foram relatadas, elevando o número de mortos para 15.755.[32]

#### 14 de janeiro
- A China relatou que 59.938 mortes relacionadas à COVID-19 ocorreram entre 8 de dezembro de 2022 e 12 de janeiro de 2022.[33]
- A Malásia relatou 287 novos casos, trazendo o número total de 5.032.433. Houve 590 recuperações, elevando o número total de recuperações para 4.984.891. O número de mortos permaneceu em 36.908.[34]
- Singapura relatou 415 novos casos, elevando o número total para 2.211.546.[30]

#### 15 de janeiro
- A Malásia relatou 244 novos casos, elevando o número total para 5.032.677. Houve 401 recuperações, elevando o número total de recuperações para 4.985.292. O número de mortos permaneceu em 36.908.[35]
- Singapura relatou 309 novos casos, elevando o número total para 2.211.855.[30]

#### 16 de janeiro
- As Ilhas Cook relataram sua segunda morte. O território relatou um total de 6.952 casos até o momento.[36]
- A Malásia relatou 227 novos casos, elevando o número total para 5.032.904. Houve 367 recuperações, elevando o número total de recuperações para 4.985.659. Houve seis mortes, elevando o número de mortos para 36.914.[37]
- A Nova Zelândia relatou 19.215 novos casos na última semana, elevando o número total para 2.157.933. Houve 21.615 recuperações, elevando o número total de recuperações para 2.136.333. Houve 44 mortes, elevando o número de mortos para 2.437.[38]
- Singapura relatou 276 novos casos, elevando o número total para 2.212.131.[30]

#### 17 de janeiro
- A Malásia relatou 350 novos casos, elevando o número total para 5.033.254. Houve 349 recuperações, elevando o número total de recuperações para 4.986.008. Houve cinco mortes, elevando o número de mortos para 36.919.[39]
- Singapura relatou 553 novos casos, elevando o número total para 2.212.684.[30]
- Taiwan relatou 19.970 novos casos, elevando o número total para 9.245.066. 40 novas mortes foram relatadas, elevando o número de mortos para 15.903.[40]

#### 18 de janeiro
Relatório Semanal da OMS:
- A Malásia relatou 371 novos casos, elevando o número total para 5.033.625. Houve 304 recuperações, elevando o número total de recuperações para 4.986.312. Houve quatro mortes, elevando o número de mortos para 36.923.[42]
- Singapura relatou 407 novos casos, elevando o número total para 2.213.091. Uma nova morte foi relatada, elevando o número de mortos para 1.718.[30]
- O presidente da Reserva Federal dos Estados Unidos, Jerome Powell, testou positivo para a COVID-19.[43]

#### 19 de janeiro
- A Malásia relatou 318 novos casos, elevando o número total para 5.033.943. Houve 331 recuperações, elevando o número total de recuperações para 4.986.643. O número de mortos permaneceu em 36.923.[44]
- Singapura relatou 344 novos casos, elevando o número total para 2.213.435. Uma nova morte foi relatada, elevando o número de mortos para 1.719.[45]

#### 20 de janeiro
- A Malásia tem 285 novos casos, elevando o número total para 5.034.228. Houve 300 recuperações, elevando o número total de recuperações para 4.986.943. Houve sete mortes, elevando o número de mortos para 36.930.[46]
- Singapura relatou 360 novos casos, elevando o número total para 2.213.795. Uma nova morte foi relatada, elevando o número de mortos para 1.720.[45]
- Taiwan relatou 18.218 novos casos, elevando o número total para 9.302.697. 61 novas mortes foram relatadas, elevando o número total de mortos para 16.038.[47]

#### 21 de janeiro
- A Malásia relatou 293 novos casos, elevando o número total para 5.034.521. Houve 326 recuperações, elevando o número total de recuperações para 4.987.269. Houve duas mortes, elevando o número de mortos para 36.392.[48]
- Singapura relatou 269 novos casos, elevando o número total para 2.214.064.[45]

#### 22 de janeiro
- O Japão relatou 64.450 novos casos diários, ultrapassando 32 milhões de casos relativos, elevando o número total para 32.045.328.[49]
- A Malásia relatou 309 novos casos, elevando o número total para 5.034.830. Houve 292 recuperações, elevando o número total de recuperações para 4.987.561. O número de mortos permaneceu em 36.932.[50]
- Singapura relatou 170 novos casos, elevando o número total para 2.214.234.[45]

#### 23 de janeiro
- A Coreia do Sul relatou 9.227 novos casos, superando 30 milhões de casos relativos, elevando o número total para 30.008.756.[51]
- A Malásia relatou 142 novos casos, elevando o número total para 5.034.972. Foram relatadas 267 recuperações, elevando o número total de recuperações para 4.987.828. O número de mortos permaneceu em 36.932.[52]
- A Nova Zelândia relatou 13.880 novos casos, elevando o número total para 2.171.788. Houve 19.138 recuperações, elevando o número total de recuperações para 2.155.471. Houve 31 mortes, elevando o número de mortos para 2.468.[53]
- Singapura relatou 78 novos casos, elevando o número total para 2.214.312.[45]
- Taiwan relatou 10.669 novos casos, elevando o número total para 9.353.625. 24 novas mortes foram relatadas, elevando o número de mortos para 16.122.[54]

#### 24 de janeiro
- A Malásia relatou 101 novos casos, elevando o número total para 5.035.073. Houve 315 recuperações, elevando o número total de recuperações para 4.988.143. O número de mortos permaneceu em 36.932.[55]
- Singapura relatou 125 novos casos, elevando o número total para 2.214.437.[45]

#### 25 de janeiro
Relatório Semanal da OMS:
- Os Estados Unidos da América superaram 104 milhões de casos de COVID-19.[57]
- A Malásia relatou 132 novos casos, elevando o número total para 5.035.205. Houve 346 recuperações, elevando o número total de recuperações para 4.988.489. Uma morte foi relatada, elevando o número de mortos para 36.933.[58]
- Singapura relatou 164 novos casos, elevando o número total para 2.214.601.[45]
- Taiwan relatou 16.518 novos casos, elevando o número total para 9.384.996. 22 novas mortes foram relatadas, elevando o número de mortos para 16.168.[59]

#### 26 de janeiro
- A Malásia relatou 172 novos casos, elevando o número total para 5.035.377. Houve 325 recuperações, elevando o número total de recuperações para 4.988.814. Houve três mortes, elevando o número de mortos para 36.936.[60]
- Singapura relatou 508 novos casos, elevando o número total para 2.215.109.[61]
- Taiwan relatou 19.144 novos casos, elevando o número total para 9.404.138. 21 novas mortes foram relatadas, elevando o número de mortos para 16.189.[62]

#### 27 de janeiro
- A Malásia relatou 236 novos casos, elevando o número total para 5.035.613. Houve 312 recuperações, elevando o número total de recuperações para 4.989.126. Houve duas mortes, elevando o número de mortos para 36.938.[63]
- Singapura relatou 418 novos casos, elevando o número total para 2.215.527.[61]
- Taiwan relatou 24.350 novos casos, elevando o número total para 9.428.486. 15 novas mortes foram relatadas, elevando o número de mortos para 16.204.[64]

#### 28 de janeiro
- A Malásia relatou 258 novos casos, elevando o número total para 5.035.871. Houve 309 recuperações, elevando o número total de recuperações para 4.989.435. Houve duas mortes, elevando o número de mortos para 36.490.[65]
- Singapura relatou 362 novos casos, elevando o número total para 2.215.889.[61]
- O governador de Delaware, John C. Carney, Jr., testou positivo para a COVID-19.[66]

#### 29 de janeiro
- A Malásia relatou 269 novos casos, elevando o número total para 5.036.140. Houve 285 recuperações, elevando o número total de recuperações para 4.989.720. O número de mortos permaneceu em 36.940.[67]
- Singapura informou 296 novos casos, elevando o número total para 2.216.185. Uma nova morte foi relatada, elevando o número de mortos para 1.721.[61]
- Taiwan relatou 27.350 novos casos, elevando o número total para 9.483.267. 22 novas mortes foram relatadas, elevando o número de mortos para 16.246.[68]

#### 30 de janeiro
- A Malásia registrou 202 novos casos, elevando o número total para 5.036.342. Houve 141 recuperações, elevando o número total de recuperações para 4.989.861. Houve duas mortes, elevando o número de mortos para 36.942.[69]
- A Nova Zelândia relatou 10.589 novos casos, elevando o número total para 2.182.355. Houve 13.849 recuperações, elevando o número total de recuperações para 2.169.320. Houve nove mortes, elevando o número de mortos para 2.477.[70]
- Singapura registrou 273 novos casos, elevando o número total para 2.216.458. Uma nova morte foi relatada, elevando o número de mortos para 1.722.[61]
- Taiwan registrou 22.291 novos casos, elevando o número total para 9.505.551. 30 novas mortes foram relatadas, elevando o número de mortos para 16.276.[71]
- Hoje marca três anos desde que a Organização Mundial da Saúde declarou o surto de COVID-19 como uma Emergência de Saúde Pública de Âmbito Internacional.[72]

#### 31 de janeiro
- A Malásia relatou 251 novos casos, elevando o número total para 5.036.593. O número de recuperações permaneceu em 4.989.861, tal como o número de mortes que também permaneceu em 36.942.[73]
- Singapura registrou 652 novos casos, elevando o número total para 2.217.110.[61]
- Taiwan registrou 32.287 novos casos, elevando o número total para 9.537.823. 32 novas mortes foram relatadas, elevando o número de mortos para 16.308.[74]

### Fevereiro

#### 1 de fevereiro
Relatório Semanal da Organização Mundial da Saúde (OMS):
- A Malásia relatou 325 novos casos, elevando o número total para 5.036.918. Houve 113 recuperações, elevando o número total de recuperações para 4.990.079. O número de mortos permaneceu em 36.942.[76]
- Singapura relatou 465 novos casos, elevando o número total para 2.217.575.[77]
- Taiwan relatou 31.801 novos casos, elevando o número total para 9.569.611. 48 novas mortes foram relatadas, elevando o número de mortos para 16.356.[78]
- O governador de Washington, Jay Inslee, testou positivo para a COVID-19 pela segunda vez.[79]

#### 2 de fevereiro
- A Malásia relatou 324 novos casos, elevando o número total para 5.037.242. Houve 148 recuperações, elevando o número total de recuperações para 4.990.227. O número de mortos permaneceu em 36.942.[80]
- Singapura relatou 475 novos casos, elevando o número total para 2.218.050.[81]
- Taiwan relatou 27.085 novos casos, elevando o número total para 9.596.660. 74 novas mortes foram relatadas, elevando o número total de mortos para 16.430.[82]

#### 3 de fevereiro
- A Malásia relatou 340 novos casos, elevando o número total para 5.037.582. Houve 203 recuperações, elevando o número total de recuperações para 4.990.430. O número de mortos permaneceu em 36.942.[83]
- Singapura relatou 458 novos casos, elevando o número total para 2.218.508.[81]
- Taiwan relatou 25.477 novos casos, elevando o número total para 9.622.129. O país relatou o maior número de mortes desde o início da pandemia, 105 ocorrências, elevando o número de mortos para 16.535.[84]

#### 4 de fevereiro
- A Malásia relatou 202 novos casos, elevando o número total para 5.037.784. Houve 275 recuperações, elevando o número total de recuperações para 4.990.705. Uma morte foi relatada, elevando o número de mortes para 36.943.[85]
- Singapura relatou 373 novos casos, elevando o número total para 2.218.881.[81]
- Taiwan relatou 23.746 novos casos, elevando o número total para 9.645.862. 79 novas mortes foram relatadas, elevando o número total de mortos para 16.614.[86]
- O prefeito de Austin, Kirk Watson, testou positivo para a COVID-19.[87]

#### 5 de fevereiro
- A Malásia relatou 211 novos casos, elevando o número total para 5.037.995. Houve 272 recuperações, elevando o número total de recuperações para 4.990.977. O número de mortos permaneceu em 36.943.[88]
- Singapura relatou 299 novos casos, elevando o número total para 2.219.180.[81]
- Taiwan relatou 22.991 novos casos, elevando o número total para 9.668.845. 73 novas mortes foram relatadas, elevando o número total de mortos para 16.687.[89]

#### 6 de fevereiro
- A Malásia relatou 175 novos casos, elevando o número total para 5.038.170. Houve 196 recuperações, elevando o número total de recuperações para 4.991.173. Uma morte foi relatada, elevando o número de mortos para 36.944.[90]
- A Rússia ultrapassou 22 milhões de casos de COVID-19.[91]
- Singapura relatou 251 novos casos, elevando o número total para 2.219.431.[81]
- Taiwan relatou 16.640 novos casos, elevando o número total para 9.685.484. 63 novas mortes foram relatadas, elevando o número total de mortos para 16.750.[92]

#### 7 de fevereiro
- A Malásia relatou 184 novos casos, elevando o número total para 5.038.354. Houve 253 recuperações, elevando o número total de recuperações para 4.991.426. Houve duas mortes, elevando o número de mortos para 36.946.[93]
- A Nova Zelândia informou 8.882 novos casos na última semana, elevando o número total para 2.191.215. Houve 10.556 recuperações, elevando o número total de recuperações para 2.179.876. Houve 25 mortes, elevando o número de mortos para 2.502.[94]
- Singapura relatou 631 novos casos, elevando o número total para 2.220.062.[81]
- Taiwan relatou 23.394 novos casos, elevando o número total para 9.708.863. 45 novas mortes foram relatadas, elevando o número de mortos para 16.795.[95]

#### 8 de fevereiro
Relatório Semanal da OMS:
- O Japão relatou 41.584 novos casos diários, elevando o número total para 32.846.656. Houve 200 mortes, elevando o número de mortos para 69.962.[97]
- A Malásia relatou 189 novos casos, elevando o número total para 5.038.543. Houve 279 recuperações, elevando o número total de recuperações para 4.991.705. O número de mortos permaneceu em 36.946.[98]
- Singapura relatou 472 novos casos, elevando o número total para 2.220.534.[81]
- Taiwan relatou 24.240 novos casos, elevando o número total para 9.733.094. 54 novas mortes foram relatadas, elevando o número de mortos para 16.849.[99]

#### 9 de fevereiro
- A Malásia relatou 269 novos casos, elevando o número total para 5.038.812. Houve 375 recuperações, elevando o número total de recuperações para 4.992.080. O número de mortos permaneceu em 36.946.[100]
- Singapura relatou 465 novos casos, elevando o número total para 2.220.999.[81]
- Taiwan relatou 20.920 novos casos, elevando o número total para 9.754.006. 54 novas mortes foram relatadas, elevando o número total de mortos para 16.894.[101]

#### 10 de fevereiro
- A Malásia relatou 255 novos casos, elevando o número total para 5.039.067. Houve 306 recuperações, elevando o número total de recuperações para 4.992.386. Houve quatro mortes, elevando o número de mortos para 36.950.[102]
- Singapura relatou 439 novos casos, elevando o número total para 2.221.438.[81]
- Taiwan relatou 19.629 novos casos, elevando o número total para 9.773.627. 70 novas mortes foram relatadas, elevando o número de mortos para 16.964.[103]

#### 11 de fevereiro
- A Malásia relatou 259 novos casos, elevando o número total para 5.039.326. Houve 390 recuperações, elevando o número total de recuperações para 4.992.776. Uma morte foi relatada, elevando o número de mortos para 36.951.[104]
- Singapura relatou 324 novos casos, elevando o número total para 2.221.762.[81]
- Taiwan relatou 18.300 novos casos, elevando o número total para 9.791.908. 82 novas mortes foram relatadas, elevando o número de mortos para 17.046.[105]

#### 12 de fevereiro
- A Malásia relatou 160 novos casos, elevando o número total para 5.039.486. Houve 358 recuperações, elevando o número total de recuperações para 4.993.134. O número de mortos permaneceu em 36.951.[106]
- Singapura relatou 244 novos casos, elevando o número total para 2.222.006.[81]
- Taiwan relatou 17.199 novos casos, elevando o número total para 9.809.098. 57 novas mortes foram relatadas, elevando o número de mortos para 17.103.[107]
- As recuperações globais ao redor do mundo ultrapassaram 650 milhões.

#### 13 de fevereiro
- A Malásia relatou 164 novos casos, elevando o número total para 5.039.650. Houve 254 recuperações, elevando o número total de recuperações para 4.993.388. Uma morte foi relatada, elevando o número de mortos para 36.952.[108]
- A Nova Zelândia informou 8.396 novos casos na última semana, elevando o número total para 2.199.579. Houve 9.155 recuperações, elevando o número total de recuperações para 2.189.301. Houve 11 mortes, elevando o número de mortos para 2.513.[109]
- Taiwan relatou 12.657 novos casos, elevando o número total para 9.821.755. 54 novas mortes foram relatadas, elevando o número de mortos para 17.157.[110]
- A Rainha Consorte Camilla testou positivo para a COVID-19 pela segunda vez, e teve que adiar vários eventos públicos.[111]

#### 14 de fevereiro
- A Malásia relatou 200 novos casos, elevando o número total para 5.039.850. Houve 155 recuperações, elevando o número total de recuperações para 4.993.543. Uma morte foi relatada, elevando o número de mortos para 36.953.[112]
- Taiwan relatou 20.511 novos casos, elevando o número total para 9.842.257. 36 novas mortes foram relatadas, elevando o número de mortos para 17.193.[113]

#### 15 de fevereiro
Relatório Semanal da OMS:
- A Coreia do Sul relatou 14.957 novos casos, elevando o número total para 30.384.701. Há 24 mortes, elevando o número de mortos para 33.782.[115]
- O Japão relatou 28.772 novos casos diários, ultrapassando 33 milhões de casos relativos, elevando o número total para 33.019.616. Houve 213 mortes, elevando o número de mortos para 71.136.[116][117]
- A Malásia relatou 237 novos casos, elevando o número total para 5.040.087. Houve 215 recuperações, elevando o número total de recuperações para 4.993.758. Uma morte foi relatada, elevando o número de mortos para 36.954.[118]
- Taiwan relatou 19.861 novos casos, elevando o número total para 9.862.108. 65 novas mortes foram relatadas, elevando o número de mortos para 17.258.[119]

#### 16 de fevereiro
- A Malásia relatou 281 novos casos, elevando o número total para 5.040.368. Houve 257 recuperações, elevando o número total de recuperações para 4.994.015. O número de mortos permaneceu em 36.954.[120]
- Taiwan relatou 16.747 novos casos, elevando o número total para 9.878.848. 61 novas mortes foram relatadas, elevando o número de mortos para 17.319.[121]

#### 17 de fevereiro
- A Alemanha ultrapassou 38 milhões de casos de COVID-19.[122]
- O Canadá relatou 826 novos casos e seis novas mortes.
- A Malásia relatou 241 novos casos, elevando o número total para 5.040.609. Houve 235 recuperações, elevando o número total de recuperações para 4.994.250. O número de mortes permaneceu em 36.954.[123]
- Taiwan relatou 15.440 novos casos, elevando o número total para 9.894.283. 78 novas mortes foram relatadas, elevando o número de mortos para 17.397.[124]

#### 18 de fevereiro
- A Malásia relatou 212 novos casos, elevando o número total para 5.040.821. Houve 310 recuperações, elevando o número total de recuperações para 4.994.560. Uma morte foi relatada, elevando o número de mortos para 36.955.[125]
- Taiwan relatou 15.094 novos casos, elevando o número total para 9.909.368. 55 novas mortes foram relatadas, elevando o número de mortos para 17.452.[126]

#### 19 de fevereiro
- A Malásia relatou 186 novos casos, elevando o número total para 5.041.007. Houve 158 recuperações, elevando o número total de recuperações para 4.994.718. Uma morte foi relatada, elevando o número de mortos para 36.956.[127]
- Taiwan relatou 15.877 novos casos, elevando o número total para 9.925.158. 68 novas mortes foram relatadas, elevando o número de mortos para 17.520.[128]

#### 20 de fevereiro
- A Malásia relatou 167 novos casos, elevando o número total para 5.041.174. Houve 169 recuperações, elevando o número total de recuperações para 4.994.888. Uma morte foi relatada, elevando o número de mortos para 36.957.[129]
- A Nova Zelândia informou 8.220 novos casos na última semana, elevando o número total para 2.207.775. Houve 8.092 recuperações, elevando o número total de recuperações para 2.197.123. 21 mortes foram relatadas, elevando o número de mortos para 2.534.[130]
- Taiwan relatou 12.060 novos casos, elevando o número total para 9.937.216. 44 novas mortes foram relatadas, elevando o número de mortos para 17.564.[131]

#### 21 de fevereiro
- A Malásia relatou 184 novos casos, elevando o número total para 5.041.358. Houve 192 recuperações, elevando o número total de recuperações para 4.995.079. O número de mortos permaneceu em 36.957.[132]
- Taiwan relatou 17.253 novos casos, elevando o número total para 9.954.456. Foram relatados 44 novos casos, elevando o número de mortos para 17.608.[133]
- Os Estados Unidos ultrapassaram 105 milhões de casos de COVID-19.[134]

#### 22 de fevereiro
Relatório Semanal da OMS:
- A Malásia relatou 229 novos casos, elevando o número total para 5.041.587. Houve 227 recuperações, elevando o número de mortes para 4.995.306. O número de mortos permaneceu em 36.957.[136]
- Taiwan relatou 16.484 novos casos, elevando o número total para 9.970.937. 64 novas mortes foram relatadas, elevando o número de mortos para 17.672.[137]

#### 23 de fevereiro
- O Brasil ultrapassou 37 milhões de casos de COVID-19.[138]
- A Malásia relatou 224 novos casos, elevando o número total para 5.041.811. Houve 278 recuperações, elevando o número total de recuperações para 4.995.584. O número de mortos permaneceu em 36.957.[139]
- Taiwan relatou 14.387 novos casos, elevando o número total para 9.985.320. 37 novas mortes foram relatadas, elevando o número de mortos para 17.709.[140]

#### 24 de fevereiro
- A Malásia relatou 204 novos casos, elevando o número total para 5.042.015. Houve 254 recuperações, elevando o número total de recuperações para 4.995.838. O número de mortos permaneceu em 36.957.[141]
- Taiwan relatou 13.440 novos casos, elevando o número total para 9.998.752. 56 novas mortes foram relatadas, elevando o número de mortos para 17.765.[142]

#### 25 de fevereiro
- A Malásia relatou 173 novos casos, elevando o número total para 5.042.188. Houve 219 recuperações, elevando o número total de recuperações para 4.996.057. O número de mortos permaneceu em 36.957.[143]
- Taiwan relatou 13.526 novos casos, ultrapassando 10 milhões de casos relativos, elevando o número total para 10.012.276. 53 novos casos foram relatados, elevando o número de mortes para 17.818..[144]

#### 26 de fevereiro
- A Malásia registrou 207 novos casos, elevando o número total para 5.042.395. Houve 175 recuperações, elevando o número total de recuperações para 4.996.232. O número de mortos permaneceu em 36.957.[145]
- Taiwan registrou 13.090 novos casos, elevando o número total para 10.025.366. 46 novas mortes foram relatadas, elevando o número de mortos para 17.864.[146]

#### 27 de fevereiro
- A Malásia registrou 190 novos casos, elevando o número total para 5.042.585. Houve 177 recuperações, elevando o número total de recuperações para 4.996.409. O número de mortos permaneceu em 36.957.[147]
- A Nova Zelândia registrou 9.100 novos casos na última semana, elevando o número total para 2.216.852. Houve 8.231 recuperações, elevando o número total de recuperações para 2.205.354. Houve oito mortes, elevando o número de mortos para 2.542.[148]
- Taiwan registrou 8.822 novos casos, elevando o número total para 10.033.108. 44 novas mortes foram relatadas, elevando o número de mortos para 17.908.[149]

#### 28 de fevereiro
- A Malásia registrou 206 novos casos, elevando o número total para 5.042.791. Houve 176 recuperações, elevando o número total de recuperações para 4.996.585. Uma morte foi relatada, elevando o número de mortos para 36.958.[150]
- Taiwan registrou 10.120 novos casos, elevando o número total para 10.043.227. 40 novas mortes foram relatadas, elevando o número de mortos para 17.948.[151]
- A jornalista estadunidense Savannah Guthrie testou positivo para a COVID-19 pela segunda vez durante uma transmissão ao vivo.[152]

### Março

#### 1 de março
Relatório Semanal da Organização Mundial da Saúde (OMS):
- A Malásia relatou 217 novos casos, elevando o número total para 5.043.008. Houve 233 recuperações, elevando o número total de recuperações para 4.996.818. Houve duas mortes, elevando o número de mortos para 36.960.[154]
- Taiwan relatou 12.212 novos casos, elevando o número total para 10.055.439. Foram registadas 27 novas mortes, elevando o número de mortes para 17.975.[155]

#### 2 de março
- A Malásia relatou 244 novos casos, elevando o número total para 5.043.252. Houve 213 recuperações, elevando o número total de recuperações para 4.997.031. Houve cinco mortes, elevando o número de mortos para 36.965.[156]
- Taiwan relatou 12.032 novos casos, elevando o número total para 10.069.539. Foram registadas 43 novas mortes, elevando o número de mortos para 18.010.[157]

#### 3 de março
- A Malásia relatou 204 novos casos, elevando o número total para 5 043 456. Houve 213 recuperações, elevando o número total de recuperações para 4.997.244. O número de mortos permaneceu em 36 965.[158]
- Taiwan relatou 13.813 novos casos, elevando o número total para 10.083.351. Foram registadas 62 novas mortes, elevando o número de mortos para 18.072.[159]

#### 4 de março
- A Malásia relatou 170 novos casos, elevando o número total para 5.043.626. Houve 178 recuperações, elevando o número total de recuperações para 4.997.422. O número de mortos permaneceu em 36 965.[160]
- Taiwan relatou 11.397 novos casos, elevando o número total para 10.094.733. Foram registadas 71 novas mortes, elevando o número de mortos para 18.143.[161]

#### 5 de março
- A Malásia relatou 164 novos casos, elevando o número total para 5 043 790. Houve 198 recuperações, elevando o número total de recuperações para 4.997.620. Foi registada uma morte, elevando o número de mortos para 36 966.[162]
- Taiwan relatou 10.307 novos casos, elevando o número total para 10.105.039. Foram registadas 60 novas mortes, elevando o número de mortos para 18.203.[163]

#### 6 de março
- A Malásia registrou 188 novos casos, elevando o número total para 5.043.978. Houve 181 recuperações, elevando o número total de recuperações para 4.997.801. O número de mortes permaneceu em 36.966.[164]
- A Nova Zelândia registrou 11.453 novos casos na última semana, elevando o número total para 2.228.291. Houve 8.962 recuperações, elevando o número total de recuperações para 2.214.316. Houve seis mortes, elevando o número de mortes para 2.548.[165]
- Taiwan registrou 7.080 novos casos, elevando o número total para 10.112.117. Foram registradas 45 novas mortes, elevando o número de mortos para 18.248.[166]

#### 7 de março
- A Malásia relatou 226 novos casos, elevando o número total para 5.044.204. Houve 202 recuperações, elevando o número total de recuperações para 4.998.003. O número de mortos permaneceu em 36.966.[167]
- Taiwan registrou 11.038 novos casos, elevando o número total para 10.123.157. Foram registradas 34 novas mortes, elevando o número de mortos para 18.282.[168]

#### 8 de março
Relatório semanal da OMS:
- A Malásia registrou 235 novos casos, elevando o número total para 5.044.439. Houve 216 recuperações, elevando o número total de recuperações para 4.998.219. Houve uma morte, elevando o número de mortes para 36.967.[170]
- Taiwan registrou 11.060 novos casos, elevando o número total para 10.134.211. Foram registradas 40 novas mortes, elevando o número de mortos para 18.322.[171]
- O governador da Califórnia, Gavin Newsom, testou positivo para a COVID-19 pela segunda vez.[172]

#### 9 de março
- A Malásia registrou 279 novos casos, elevando o número total para 5.044.718. Houve 236 recuperações, elevando o número total de recuperações para 4.998.455. O número de mortes permaneceu em 36.967.[173]
- Taiwan registrou 9.584 novos casos, elevando o número total para 10.143.788. Foram registradas 49 novas mortes, elevando o número de mortos para 18.371.[174]

#### 10 de março
- A Malásia registrou 251 novos casos, elevando o número total para 5.044.969. Houve 197 recuperações, elevando o número total de recuperações para 4.998.652. O número de mortes permaneceu em 36.967.[175]
- Taiwan registrou 9.098 novos casos, elevando o número total para 10.152.881. Foram registradas 54 novas mortes, elevando o número de mortos para 18.425.[176]

#### 11 de março
- A Malásia registrou 223 novos casos, elevando o número total para 5.045.192. Houve 193 recuperações, elevando o número total de recuperações para 4.998.845. O número de mortos permaneceu em 36.967.[177]
- Taiwan registrou 8.618 novos casos, elevando o número total para 10.161.496. Foram registradas 48 novas mortes, elevando o número de mortos para 18.473.[178]

#### 12 de março
- Taiwan registrou 9.093 novos casos, elevando o número total para 10.170.589. Foram registradas 39 novas mortes, elevando o número de mortos para 18.512.[179]

#### 13 de março
- A Nova Zelândia registrou 11.544 novos casos na última semana, elevando o número total para 2.239.800. Houve 11.417 recuperações, elevando o número total de recuperações para 2.225.733. Houve 12 mortes, elevando o número de mortes para 2.560.[180]
- Taiwan registrou 6.435 novos casos, elevando o número total para 10.177.165. Foram registradas 37 novas mortes, elevando o número de mortos para 18.549.[181]

#### 14 de março
- Taiwan registrou 9.860 novos casos, elevando o número total para 10.187.238. Foram registradas 28 novas mortes, elevando o número de mortos para 18.577.[182]

#### 15 de março
- Taiwan registrou 10.188 novos casos, elevando o número total para 10.197.421. Foram registradas 42 novas mortes, elevando o número de mortos para 18.619.[183]

#### 16 de março
Relatório semanal da OMS:
- Taiwan registrou 9.062 novos casos, elevando o número total para 10.206.482. Foram registradas 37 novas mortes, elevando o número de mortos para 18.656.[185]

#### 17 de março
- Taiwan registrou 8.416 novos casos, elevando o número total para 10.214.788. Foram registradas 41 novas mortes, elevando o número de mortos para 18.697.[186]

#### 18 de março
- A Malásia registrou 270 novos casos, elevando o número total para 5.047.040. Houve 235 recuperações, elevando o número total de recuperações para 5.000.411. Houve três mortes, elevando o número de mortos para 36.972.[187]
- Taiwan registrou 8.026 novos casos, elevando o número total para 10.222.922. Foram registradas 35 novas mortes, elevando o número de mortos para 18.732.[188]

#### 19 de março
- A Áustria ultrapassou a marca de 6 milhões de casos de COVID-19.[189]
- Taiwan registrou 8.419 novos casos, elevando o número total para 10.231.343. Foram registradas 43 novas mortes, elevando o número de mortos para 18.775.[190]

#### 20 de março
- A Nova Zelândia registrou 11.171 novos casos na última semana, elevando o número total de casos para 2.250.952. Houve 11.483 recuperações, elevando o número total de recuperações para 2.237.216. Houve 26 mortes, elevando o número de mortos para 2.586.[191]
- Taiwan registrou 5.544 novos casos, elevando o número total para 10.236.887. Foram registradas 28 novas mortes, elevando o número de mortos para 18.803.[192]

#### 21 de março
- Taiwan registrou 2.668 novos casos, elevando o número total para 10.239.629. Foram registradas 20 novas mortes, elevando o número de mortos para 18.823.[193]
- Kirron Kher, membro do Parlamento da Índia, testou positivo para a COVID-19.[194]

#### 22 de março
Relatório semanal da OMS:
- Taiwan relatou 271 novos casos, elevando o número total para 10.239.808. 29 novas mortes foram relatadas, elevando o número de mortos para 18.852.[193]
- Os Estados Unidos da América ultrapassaram a marca de 106 milhões de casos de COVID-19.[196]

#### 23 de março
- Taiwan registrou 55 novos casos, elevando o número total para 10.239.851. Foram registradas 40 novas mortes, elevando o número de mortos para 18.892..[193]

#### 24 de março
- Taiwan registrou 25 novos casos, elevando o número total para 10.239.980. Foram registradas 39 novas mortes, elevando o número de mortos para 18.931.[197]
- O executivo de negócios indiano-americano Ajay Banga testou positivo para a COVID-19.[198]
- A diretora e atriz de cinema indiana Pooja Bhatt testou positivo para a COVID-19.[199]

#### 25 de março
- A Malásia registrou 355 novos casos, elevando o número total para 5.049.268. Foram registradas 257 recuperações, elevando o número total de recuperações para 5.002.242. Foram registradas sete mortes, elevando o número de mortos para 36.979.[200]
- Taiwan registrou 14 novos casos, elevando o número total para 10.239.994. Foram registradas 25 novas mortes, elevando o número de mortos para 18.956.[201]

#### 26 de março
- Taiwan relatou quatro novos casos, elevando o número total para 10.239.998. Foram registradas 29 novas mortes, elevando o número de mortos para 18.985.[202][203]

#### 27 de março
- A Nova Zelândia registrou 11.258 novos casos na última semana, elevando o número total para 2.262.186. Houve 11.071 recuperações, elevando o número total de recuperações para 2.248.287. Houve 76 mortes, elevando o número de mortos para 2.662.[204]
- Taiwan registrou 20 novas mortes, elevando o número de mortos para 19.005. O número total de casos permaneceu em 10.239.998.[205]

#### 28 de março
- Taiwan não registrou novos casos e mortes, que permaneceram em 10.239.998 e 19.005, respectivamente.[206]

#### 29 de março
- Taiwan não registrou novos casos e mortes, que permaneceram em 10.239.998 e 19.005, respectivamente.[207]

#### 30 de março
Relatório semanal da OMS:
- Taiwan registrou 675 novos casos e 175 mortes na última semana.[209]
- A modelo indiana Mahhi Vij testou positivo para a COVID-19.[210]

### Abril

#### 1 de abril
- A Malásia relatou 599 novos casos, elevando o número total para 5.052.337. Foram registradas 375 recuperações, elevando o número total de recuperações para 5.004.043. Houve uma morte, elevando o número de mortes para 36.982.[211]
- A Organização Mundial da Saúde (OMS) detectou uma nova subvariante da Ómicron chamada XBB.1.16. A subvariante foi encontrada nos Estados Unidos.[212]

#### 3 de abril
- A Nova Zelândia registrou 12.202 novos casos na última semana, elevando o número total para 2.274.370. Houve 11.222 recuperações, elevando o número total de recuperações para 2.259.509. Houve 25 mortes, elevando o número de mortos para 2.687.[213]

#### 6 de abril
Relatório semanal da OMS.

#### 8 de abril
- A Malásia registrou 726 novos casos, elevando o número total para 5.056.911. Houve 584 recuperações, elevando o número total de recuperações para 5.006.634. Houve 16 mortes, elevando o número de mortos para 36.994.[215]

#### 10 de abril
- A Nova Zelândia registrou 12.129 novos casos na última semana, elevando o número total para 2.286.481. Houve 12.173 recuperações, elevando o número total de recuperações para 2.271.682. Houve oito mortes, elevando o número de mortos para 2.695.[216]

#### 13 de abril
Relatório semanal da OMS.

#### 15 de abril
- A Malásia registrou 881 novos casos, elevando o número total para 5.062.060. Houve 760 recuperações, elevando o número total de recuperações para 5.010.543. Houve quatro mortes, elevando o número de mortos para 37.000.[218]
- A subvariante Arcturus sofreu mutação e desenvolveu um novo sintoma, levando a um aumento de novos casos na Índia.[219]

#### 17 de abril
- A Nova Zelândia registrou 14.242 novos casos na última semana, elevando o número total para 2.300.696. Houve 12.096 recuperações, elevando o número total de recuperações para 2.283.778. Houve 21 mortes, elevando o número de mortos para 2.716.[220]

#### 18 de abril
- A Coreia do Sul relatou 15.173 novos casos diários, ultrapassando 31 milhões de casos relativos, elevando o número total para 31.009.261.[221]

#### 19 de abril
- O anunciador de ringue profissional estadunidense Justin Roberts testou positivo para a COVID-19.[222]

#### 20 de abril
Relatório semanal da OMS:
- A Tailândia confirma sua primeira morte pela nova subvariante Arcturus.[224]

#### 22 de abril
- A Malásia registrou 562 novos casos, elevando o número total para 5.066.877. Houve 881 recuperações, elevando o número total de recuperações para 5.015.705. Houve 11 mortes, elevando o número de mortos para 37.011.[225]

#### 24 de abril
- A Nova Zelândia registrou 12.383 novos casos na última semana, elevando o número total para 2.313.064. Houve 14.189 recuperações, elevando o número total de recuperações para 2.297.967. Houve 20 mortes, elevando o número de mortos para 2.736.[226]
- O presidente mexicano Andrés Manuel López Obrador testou positivo para a COVID-19 pela terceira vez.[227]

#### 26 de abril
- A Grécia ultrapassa a marca de 6 milhões de casos de COVID-19.[228]

#### 27 de abril
Relatório semanal da OMS.

#### 29 de abril
- A Malásia relatou 1.050 novos casos, elevando o número total para 5.071.840. Houve 600 recuperações, elevando o número total de recuperações para 5.020.529. Houve nove mortes, elevando o número de mortos para 37.020.[230]

### Maio

#### 1 de maio
- A Nova Zelândia registrou 11.063 novos casos na última semana, elevando o número total para 2.324.094. Houve 12.353 recuperações, elevando o número total de recuperações para 2.310.320. Houve 26 mortes, elevando o número de mortos para 2.762.[231]

#### 3 de maio
- A França ultrapassa 40 milhões de casos de COVID-19.[232]

#### 4 de maio
Relatório semanal da Organização Mundial da Saúde (OMS).

#### 5 de maio
- A Emergência de Saúde Pública de Âmbito Internacional, o nível de alerta mais alto da OMS, é suspensa para a COVID-19.[234]

#### 6 de maio
- A Malásia registrou 1.110 novos casos, elevando o número total para 5.079.436. Houve 1.112 recuperações, elevando o número total de recuperações para 5.025.566. Houve oito mortes, elevando o número de mortos para 37.028.[235]

#### 8 de maio
- A Nova Zelândia registrou 12.277 novos casos na última semana, elevando o número total para 2.336.352. Houve 11.019 recuperações, elevando o número total de recuperações para 2.321.339. Houve 30 mortes, elevando o número de mortes para 2.792.[236]

#### 11 de maio
Relatório semanal da OMS:
- A designação da COVID-19 como uma emergência de saúde pública nos Estados Unidos expira.[238]

#### 13 de maio
- A Malásia registrou 1.205 novos casos, elevando o número total para 5.088.009. Houve 1.248 recuperações, elevando o número total de recuperações para 5.029.873. Houve 18 mortes, elevando o número de mortos para 37.046.[239]

#### 15 de maio
- A Nova Zelândia relatou 11.739 novos casos, elevando o número total para 2.348.074. Houve 12.182 recuperações, elevando o número total de recuperações para 2.333.521. Foram registradas 58 mortes, elevando o número de mortos para 2.850.[240]

#### 18 de maio
Relatório semanal da OMS.

#### 20 de maio
- A Malásia registrou 786 novos casos, elevando o número total para 5.094.448. Houve 1.272 recuperações, elevando o número total de recuperações para 5.038.256. Houve três mortes, elevando o número de mortos para 37.070.[242]

#### 21 de maio
- Os Estados Unidos da América ultrapassam a marca de 107 milhões de casos.[243]

#### 22 de maio
- A Nova Zelândia registrou 14.657 novos casos na última semana, elevando o número total para 2.362.225. Houve 12.580 recuperações, elevando o número total de recuperações para 2.346.101. Houve 43 mortes, elevando o número de mortos para 2.893.[244]
- O primeiro-ministro de Singapura, Lee Hsien Loong, testou positivo para a COVID-19.[245]
- Tokelau relatou seu primeiro caso comunitário em Nukunonu, o maior atol da dependência.[246]

#### 25 de maio
Relatório semanal da OMS.

#### 26 de maio
- Tokelau relatou um total de quatro casos comunitários.[248]

#### 27 de maio
- A Malásia registrou 782 novos casos, elevando o número total para 5.100.249. Houve 779 recuperações, elevando o número total de recuperações para 5.044.652. Houve uma morte, elevando o número de mortos para 37.087.[249]

#### 29 de maio
- A Nova Zelândia registrou 14.371 novos casos na última semana, elevando o número total para 2.375.191. Houve 12.275 recuperações, elevando o número total de recuperações para 2.358.376. Houve 49 mortes, elevando o número de mortes para 2.942.[250]

### Junho

#### 1 de junho
Relatório semanal da Organização Mundial da Saúde (OMS):
- A cantora de K-pop Kim Ji-soo, do grupo Blackpink, testou positivo para a COVID-19 e não se apresentou em seu show da turnê mundial em Osaka.[252]
- O primeiro-ministro de Singapura, Lee Hsien Loong, testou positivo para a COVID-19 pela segunda vez em uma nova testagem da doença.[253]

#### 2 de junho
- A Malásia registrou 569 novos casos, elevando o número total para 5.104.772. Há 845 recuperações, elevando o número total de recuperações para 5.050.356. Houve 13 mortes, elevando o número de mortos para 37.100.[254]

#### 5 de junho
- A Nova Zelândia registrou 12.028 novos casos, elevando o número total para 2.387.201. Houve 13.836 recuperações, elevando o número total de recuperações para 2.372.212. Houve 59 mortes, elevando o número de mortes para 3.001.[255]

#### 8 de junho
Relatório semanal da OMS.

#### 10 de junho
- A Malásia registrou 618 novos casos, elevando o número total para 5.108.586. Houve 626 recuperações, elevando o número total de recuperações para 5.053.329. Foram registradas 10 mortes, elevando o número de mortos para 37.110.[257]

#### 12 de junho
- A Nova Zelândia registrou 9.883 novos casos, elevando o número total para 2.397.065. Houve 11.960 recuperações, elevando o número total de recuperações para 2.384.172. Houve 37 mortes, elevando o número de mortos para 3.038.[258]

#### 15 de junho
Relatório semanal da OMS.

#### 17 de junho
- A Malásia registrou 400 novos casos, elevando o número total para 5.112.019. Houve 630 recuperações, elevando o número total de recuperações para 5.057.145. Houve oito mortes, elevando o número de mortos para 37.118.[260]

#### 19 de junho
- A Nova Zelândia registrou 8.544 novos casos, elevando o número total para 2.405.595. Houve 9.833 recuperações, elevando o número total de recuperações para 2.394.005. Houve 39 mortes, elevando o número de mortos para 3.077.[261]

#### 22 de junho
Relatório semanal da OMS.

#### 24 de junho
- A Malásia registrou 341 novos casos, elevando o número total para 5.114.717. Houve 541 recuperações, elevando o número total de recuperações para 5.061.264. Houve nove mortes, elevando o número de mortos para 37.127.[263]

#### 26 de junho
- A Nova Zelândia registrou 7.702 novos casos, elevando o número total para 2.413.279. Houve 8.485 recuperações, elevando o número total de recuperações para 2.402.490. Houve 40 mortes, elevando o número de mortos para 3.117.[264]

#### 29 de junho
Relatório semanal da OMS.

### Julho

#### 1 de julho
- A Malásia registrou 171 novos casos, elevando o número total para 5.116.265. Houve 333 recuperações, elevando o número total de recuperações para 5.064.159. Houve 25 mortes, elevando o número de mortos para 37.152.[266]

#### 3 de julho
- A Nova Zelândia registrou 6.578 novos casos, elevando o número total para 2.419.839. Houve 7.681 recuperações, elevando o número total de recuperações para 2.410.171. Houve 21 mortes, elevando o número de mortos para 3.138.[267]

#### 6 de julho
Relatório Semanal da Organização Mundial da Saúde (OMS).

#### 8 de julho
- A Malásia registrou 139 novos casos, elevando o número total para 5.117.487. Houve 167 recuperações, elevando o número total de recuperações para 5.066.437. Houve seis mortes, elevando o número de mortos para 37.158.[269]

#### 10 de julho
- A Nova Zelândia registou 5.417 novos casos na última semana, elevando o número total para 2.425.237. Houve 6.511 recuperações, elevando o número total de recuperações para 2.416.682. Houve 21 mortes, elevando o número de mortos para 3.159.[270]

#### 13 de julho
Relatório Semanal da OMS.

#### 15 de julho
- A Malásia registrou 173 novos casos, elevando o número total para 5.118.689. Registaram-se 141 recuperações, elevando o número total de recuperações para 5.067.662. Houve duas mortes, elevando o número de mortos para 37.160.[272]

#### 17 de julho
- A Nova Zelândia registrou 4.332 novos casos na semana passada, elevando o número total para 2.429.544. Houve 5.387 recuperações, elevando o número total de recuperações para 2.422.069. Houve 13 mortes, elevando o número de mortos para 3.172.[273]

#### 20 de julho
Relatório Semanal da OMS.

#### 22 de julho
- A Malásia registrou 129 novos casos, elevando o número total de 5.119.647. Houve 189 recuperações, elevando o número total de recuperações para 5.068.858. Houve três mortes, elevando o número de mortos para 37.163.[275]

#### 24 de julho
- A Nova Zelândia registrou 3.764 novos casos na semana passada, elevando o número total para 2.433.293. Houve 4.294 recuperações, elevando o número total de recuperações para 2.426.363. Houve 16 mortes, elevando o número de mortos para 3.188.[276]

#### 27 de julho
Relatório Semanal da OMS.

#### 29 de julho
- A Malásia registrou 130 novos casos, elevando o número total de 5.120.581. Foram 115 casos, elevando o número total de recuperações para 5.069.820. Houve uma morte, elevando o número de mortos para 37.164.[278]

#### 31 de julho
- A Nova Zelândia registrou 3.615 novos casos na semana passada, elevando o número total para 2.436.894. Foram 3.718 recuperações, elevando o número total de recuperações para 2.426.363. Foram 31 mortes, elevando o número de mortos para 3.219.[279]

### Agosto

#### 3 de agosto
Relatório Semanal da Organização Mundial da Saúde (OMS).

#### 5 de agosto
- A Malásia registrou 105 novos casos, elevando o número total para 5.121.276. Houve 128 recuperações, elevando o número total de recuperações para 5.070.750. Houve uma morte, elevando o número de mortes para 37.165.[281]

#### 7 de agosto
- A Nova Zelândia registrou 4.645 novos casos na última semana, elevando o número total para 2.441.517. Foram registradas 3.597 recuperações, elevando o número total de recuperações para 2.433.678. Houve 10 mortes, elevando o número de mortos para 3.229.[282]

#### 10 de agosto
Relatório semanal da OMS:
- A OMS classificou a nova variante EG.5 da COVID-19 como uma variante preocupante.[284]

#### 12 de agosto
- A Malásia registrou 73 novos casos, elevando o número total para 5.121.858. Houve 96 recuperações, elevando o número total de recuperações para 5.072.092. Não houve mortes, permanecendo assim o número de mortos em 37.165.[285]

#### 14 de agosto
- A Nova Zelândia registrou 5.372 novos casos na última semana, elevando o número total para 2.446.874. Foram registradas 4.604 recuperações, elevando o número total de recuperações para 2.438.282. Houve 20 mortes, elevando o número de mortos para 3.249.[286]

#### 17 de agosto
Relatório semanal da OMS.

#### 19 de agosto
- A Malásia registrou 114 novos casos, elevando o número total para 5.122.568. Houve 65 recuperações, elevando o número total de recuperações para 5.072.678. O número de mortos permaneceu em 37.165.[288]

#### 21 de agosto
- A Nova Zelândia registrou 3.953 novos casos, elevando o número total para 2.450.818. Houve 5.341 recuperações, elevando o número total de recuperações para 2.443.623. Houve 12 mortes, elevando o número de mortos para 3.261.[289]

#### 25 de agosto
Relatório semanal da OMS.

#### 26 de agosto
- A Malásia registrou 90 novos casos, elevando o número total para 5.123.264. Houve 111 recuperações, elevando o número total de recuperações para 5.073.384. O número de mortos permaneceu em 37.165.[291]

#### 28 de agosto
- A Nova Zelândia registrou 3.484 novos casos na última semana, elevando o número total para 2.454.300. Foram registradas 3.917 recuperações, elevando o número total de recuperações para 2.447.540. Houve 22 mortes, elevando o número de mortes para 3.283.[292]

### Setembro

#### 1 de setembro
Relatório Semanal da Organização Mundial da Saúde (OMS).

#### 2 de setembro
- A Malásia registrou 537 novos casos na semana passada, elevando o número total para 5.123.801. Houve 97 recuperações, elevando o número total de recuperações para 5.074.097. O número de mortos permaneceu em 37.165.[294]

#### 4 de setembro
- A Nova Zelândia registrou 3.625 novos casos na semana passada, elevando o número total para 2.457.924. Foram registradas 3.477 recuperações, elevando o número total de recuperações para 2.451.017. Houve 11 mortes, elevando o número de mortes para 3.294.[295]

#### 9 de setembro
- A Malásia registrou 680 novos casos na semana passada, elevando o número total para 5.124.481. Houve 53 recuperações, elevando o número total de recuperações para 5.076.104. Houve duas mortes, elevando o número de mortos para 37.167.[296]

#### 11 de setembro
- A Nova Zelândia relatou 3.458 novos casos na semana passada, elevando o número total para 2.461.379. Houve 3.609 recuperações, elevando o número total de recuperações para 2.454.626. Houve 15 mortes, elevando o número de mortos para 3.309.[297]

#### 16 de setembro
- A Malásia registrou 728 novos casos na semana passada, elevando o número total para 5.125.209. Houve 116 recuperações, elevando o número total de recuperações para 5.076.796. Houve quatro mortes, elevando o número de mortos para 37.171.[298]

#### 18 de setembro
- A Nova Zelândia registrou 3.458 novos casos, elevando o número total para 2.461.379. Houve 3.609 recuperações, elevando o número total de recuperações para 2.454.626. Houve 15 mortes, elevando o número de mortos para 3.309.[297]

#### 23 de setembro
- A Malásia registrou 691 novos casos na semana passada, elevando o número total para 5.125.900. Houve 89 recuperações, elevando o número total de recuperações para 5.077.516. Houve uma morte, elevando o número de mortos para 37.172.[299]

#### 25 de setembro
- A Nova Zelândia registrou 2.998 novos casos na semana passada, elevando o número total para 2.467.468. Houve 3.055 recuperações, elevando o número total de recuperações para 2.461.144. Houve 18 mortes, elevando o número de mortos para 3.347.[300]

#### 30 de setembro
- A Malásia registrou 783 novos casos na semana passada, elevando o número total para 5.126.683. Houve 91 recuperações, elevando o número total de recuperações para 5.078.210. Houve três mortes, elevando o número de mortos para 37.175.[301]

### Outubro

#### 2 de outubro
- A Nova Zelândia registrou 2.968 novos casos na semana passada, elevando o número total para 2.470.435. Houve 2.976 recuperações, elevando o número total de recuperações para 2.464.120. Houve 14 mortes, elevando o número de mortos para 3.361.[301]

#### 7 de outubro
- A Malásia registrou 933 novos casos na semana passada, elevando o número total para 5.127.616. Houve 91 recuperações, elevando o número total de recuperações para 5.078.992. Houve duas mortes, elevando o número de mortos para 37.177.[302]

#### 9 de outubro
- A Nova Zelândia registrou 3.571 novos casos, elevando o número total para 2.474.005. Houve 2.943 recuperações, elevando o número total de recuperações para 2.467.063. Houve 15 mortes, elevando o número de mortos para 3.376.[303]

#### 14 de outubro
- A Malásia registrou 1.052 novos casos na semana passada, elevando o número total para 5.128.668. Houve 131 recuperações, elevando o número total de recuperações para 5.079.933. Houve duas mortes, elevando o número de mortos para 37.179.[304]

#### 16 de outubro
- A Nova Zelândia registrou 3.816 novos casos, elevando o número total para 2.477.820. Houve 3.560 recuperações, elevando o número total de recuperações para 2.470.623. Houve 17 mortes, elevando o número de mortos para 3.393.[305]

#### 21 de outubro
- A Malásia registrou 1.132 novos casos na semana passada, elevando o número total para 5.129.800. Houve 1.040 recuperações, elevando o número total de recuperações para 5.080.973. Houve duas mortes, elevando o número de mortos para 37.181.[306]

#### 22 de outubro
- No Reino Unido, após um aumento acentuado nos casos de COVID-19, as unidades de saúde começaram a restabelecer políticas de máscara facial para visitantes e pacientes.[307]

#### 24 de outubro
- A Nova Zelândia registrou 4.018 novos casos na semana passada, elevando o número total para 2.481.834. Houve 3.782 recuperações, elevando o número total de recuperações para 2.474.405. Houve 23 mortes, elevando o número de mortos para 3.416.[308]

#### 28 de outubro
- A Malásia registrou 1.339 novos casos, elevando o número total para 5.131.139. Houve 1.135 recuperações, elevando o número total de recuperações para 5.082.106. O número de mortos permaneceu em 37.181.[309]

#### 30 de outubro
- A Nova Zelândia registrou 3.934 novos casos na semana passada, elevando o número total para 2.485.937. Houve 3.997 recuperações, elevando o número total de recuperações para 2.478.402. Houve 29 mortes, elevando o número de mortos para 3.445.[310]

### Novembro

#### 4 de novembro
- A Malásia registrou 262 novos casos, elevando o número total para 5.132.831. Houve 810 recuperações, elevando o número total de recuperações para 5.084.061. Houve cinco mortes, elevando o número de mortos para 37.186.[311]

#### 6 de novembro
- A Nova Zelândia registrou 5.872 novos casos, elevando o número total para 2.491.809. Houve 4.079 recuperações, elevando o número total de recuperações para 2.482.481. Houve 19 mortes, elevando o número de mortos para 3.464.[312]

#### 9 de novembro
- Em resposta às mutações virais e às alterações nas características da infecção, a OMS ajustou as suas diretrizes de tratamento. Entre outras alterações, o remdesivir e o molnupiravir passaram a ser recomendados apenas para os casos mais graves, e o deuremidevir e a ivermectina foram recomendados contra.[313]

#### 13 de novembro
- A Nova Zelândia registrou 5.947 novos casos, elevando o número total para 2.497.753. Houve 5.828 recuperações, elevando o número total de recuperações para 2.488.309. Houve 38 mortes, elevando o número de mortos para 3.502.[314]

#### 20 de novembro
- A Nova Zelândia registrou 7.881 novos casos, elevando o número total para 2.505.632. Houve 5.937 recuperações, elevando o número total de recuperações para 2.494.246. Houve 20 mortes, elevando o número de mortos para 3.522.[315]

#### 23 de novembro
- A Malásia registrou 2.305 casos entre 12 e 18 de novembro, incluindo 28 novos casos da variante Ómicron.[316]

#### 25 de novembro
- Singapura registrou 22.094 novos casos na semana passada, mais que o dobro da semana passada. Acrescentou que o número de hospitalizações permaneceu estável.[317]

#### 27 de novembro
- A Nova Zelândia registrou 6.814 casos, elevando o número total para 2.512.440. Houve 7.852 recuperações, elevando o número total de recuperações para 2.502.098. Houve 27 mortes, elevando o número de mortos para 3.549.[318]

### Dezembro

#### 2 de dezembro
- A Malásia registrou 1.126 casos, elevando o número total para 5.147.359. Houve 610 recuperações, elevando o número total de recuperações para 5.094.830. O número de mortos aumentou para 37.202.[319]

#### 4 de dezembro
- A Nova Zelândia registrou 6.656 casos, elevando o número total para 2.519.095. Houve 6.777 recuperações, elevando o número total de recuperações para 2.508.875. Foram relatadas 20 mortes, elevando o número de mortos para 3.569.[320]

#### 8 de dezembro
- Singapura relatou um recorde de 32.035 novos casos na semana passada, aumentando também o número de hospitalizações.[321]

#### 9 de dezembro
- A Malásia registrou 2.554 novos casos, elevando o número total para 5.160.116. Houve 1.164 recuperações, elevando o número total de recuperações para 5.102.881. Houve 16 mortes, elevando o número de mortos para 37.218.[322]

#### 11 de dezembro
- A Nova Zelândia registrou 7.880 novos casos, elevando o número total para 2.526.109. Houve 6.647 recuperações, elevando o número total de recuperações para 2.515.522. Houve 27 mortes, elevando o número de mortos para 3.596.[323]

#### 13 de dezembro
- O CDC detectou uma nova subvariante da Ómicron altamente infecciosa chamada JN.1, que logo estará se espalhando rapidamente por todo o mundo.[324]

#### 15 de dezembro
- Singapura relatou um recorde de 56.043 novos casos durante a semana passada, enquanto o Ministério da Saúde está a tomar medidas adicionais para proteger a capacidade de cuidados de saúde.[325]

#### 16 de dezembro
- A Malásia registrou 3.389 novos casos, elevando o número total para 5.180.812. Houve 2.276 recuperações, elevando o número total de recuperações para 5.115.191. Houve duas mortes, elevando o número de mortos para 37.246.[326]

#### 18 de dezembro
- A Nova Zelândia registrou 7.417 novos casos na semana passada, elevando o número total para 2.533.522. Houve 6.974 recuperações, elevando o número total de recuperações para 2.522.496. Houve 27 mortes, elevando o número de mortos para 3.623.[327]

#### 21 de dezembro
- Vários países do Sudeste Asiático, incluindo Malásia e Singapura, relataram um aumento nos casos de COVID-19.[328]
- A propagação da variante JN.1 Ómicron levou a um aumento de casos de COVID-19 na Nova Zelândia, resultando em 400 hospitalizações por semana e 25 mortes.[329] A variante JN.1 foi responsável por 14% dos casos sequenciados relatados na Nova Zelândia durante a semana que antecedeu 15 de dezembro.[330]

#### 22 de dezembro
- Singapura relatou um recorde de 58.300 novos casos na semana passada. O número de internações hospitalares e em UTI também foram os mais altos, 965 e 32, respectivamente.[331]

#### 23 de dezembro
- A Malásia notificou 3.499 novos casos, elevando o número total para 5.206.724. Houve 3.376 recuperações, elevando o número total de recuperações para 5.136.171. Houve 22 mortes, elevando o número de mortos para 37.268.[332]

#### 30 de dezembro
- A Malásia notificou 2.803 casos, elevando o número total para 5.227.322. Houve 3.488 recuperações, elevando o número total de recuperações para 5.162.135. Houve cinco mortes, elevando o número de mortos para 37.293.[333]

## Sumário
Até 2023, apenas os seguintes países e territórios não relataram nenhum caso de infecção pelo SARS-CoV-2:
 Ásia 
- Turquemenistão

 Antártica 
- Território Antártico Britânico
- Ilha de Pedro I

 Territórios Ultramarinos 
- Ilha Bouvet
- Ilha Heard e Ilhas McDonald
- Ilhas do Príncipe Eduardo
- Ilhas Geórgia do Sul e Sandwich do Sul